# Orientació
|  | Per a altres significats, vegeu «Orientació (desambiguació)». |

L'orientació és l'acció de situar, de vegades en l'horitzó un rumb geogràfic, principalment l'orient (d'ací el seu nom) el nord o també en el cas d'usar un rellotge per a orientar-se en l'hemisferi nord, el sud, i amb açò relacionar la rosa dels vents en un lloc en particular. L'orientació és utilitzada per animals i per l'ésser humà encara que és ben sabut que molts vegetals també l'apliquen. Altra forma de definir orientació és la forma en la qual coneixem l'espai que ens envolta, guiant-nos per uns punts ja coneguts que actuen com a referència.

## Mètodes d'orientació
Alguns mètodes per a orientar-se en qualsevol punt són: 
- Determinació del meridià (línia nord-sud) mitjançant l'ombra produïda durant el dia, amb l'ajuda d'un rellotge. Per a això es disposa horitzontalment un rellotge analògic i es fa coincidir l'agulla horària amb l'adreça on es troba el sol en aqueix moment: l'adreça sud (si estem en la zona temperada de l'hemisferi nord) quedarà en la bisectriu de l'angle que forma l'agulla horària amb les 12. Un exemple: si són les 3 de la vesprada en el rellotge i dirigim l'agulla horària cap al lloc on es troba el sol, la línia que indica el sud quedaria en la bisectriu de l'angle que forma el nombre 3 amb les 12, és a dir, la posició que tindria l'agulla horària a la 1 i mitja. Naturalment cal tenir en compte la diferència entre l'hora solar i l'hora legal, és a dir, que si estem a Castelló a les 7 de la vesprada en horari d'estiu, haurem de dirigir l'agulla horària cap al lloc on es troba el sol, li restem dues hores i l'adreça sud quedaria a les 2 i mitjana en aquest rellotge.

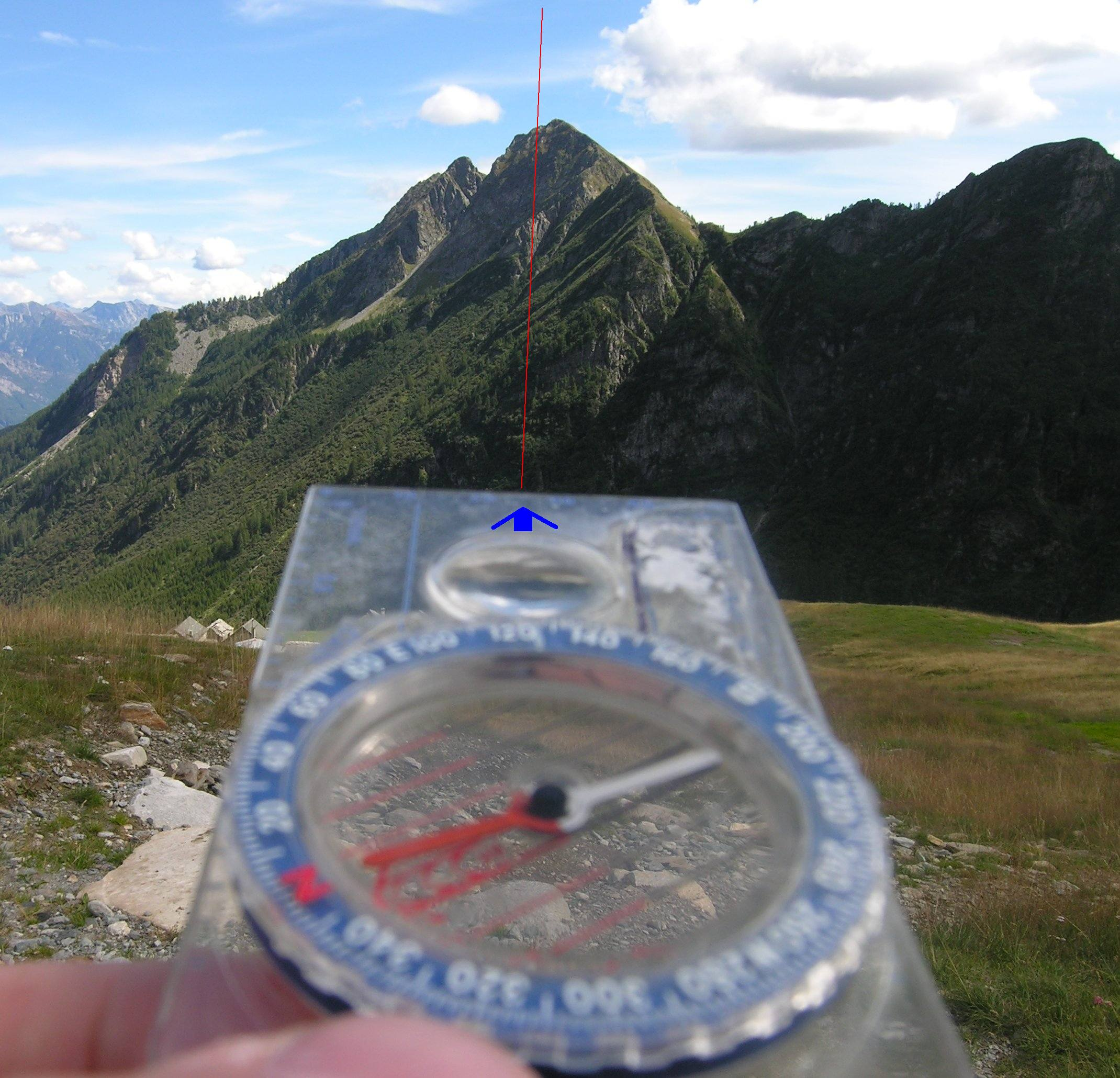
Brúixola d'orientació.

- Localització de l'estrella polar (hemisferi nord) o mitjançant la constel·lació creu del sud en l'hemisferi sud (i també en la zona intertropical de l'hemisferi nord, on és possible també veure a la Creu del Sud).

- Mitjançant l'ús de la brúixola

- Es pot localitzar en l'hemisferi sud mitjançant la "Creu del Sud" però en una nit estrellada.